# Citizen Integrator
Ein Citizen Integrator ist ein Endbenutzer, der – ähnlich einem Citizen Developer – Software ohne tiefgreifende Kenntnisse von Programmiersprachen entwickeln kann. Im Unterschied zum Citizen Developer besteht dabei ein Fokus auf der Integration zwischen Front-End und Back-End oder verschiedenen Applikationen.
Hierfür können Unternehmen ihren Fachanwendern Integrationsplattformen zur Verfügung stellen, auf denen Mitarbeiter auf verschiedene Datenquellen (z. B. Enterprise-Resource-Planning-Systeme, wie SAP-, Customer-Relationship-Management-Systeme, wie Salesforce oder Data-Lakes) zugreifen, Daten extrahieren, in andere Formate transformieren und an andere Applikationen oder Datenspeicher übermitteln können. Programmiert wird dabei mittels Low-Code-Plattformen.

## Integration Platform as a Service (iPaaS) Anwendungen
- Anypoint (Mulesoft)[2]
- Azure Integration Services (Microsoft)[3]
- Dell Boomi (Dell Technologies)[4]
- IBM Cloud Pak for Integration (IBM)[5]
- Make formerly Integromat (Celonis SE)[6]
- Lobster_data (LOBSTER DATA GmbH)[7]
- SnapLogic (SnapLogic)[8]
- WebMethods (Software AG)[9]
- Workato (Workato)[10]

## Vorteile
- Anwender aus Fachabteilungen müssen nicht ihre Anforderungen an IT-Abteilungen übermitteln[11] und dabei die Gefahr einer semantischen Lücke eingehen, sondern können die Anwendung als Self-Service bereitstellen und nutzen.
- Für den Erfolg von Citizen-Integrator-Vorhaben müssen multi-disziplinäre Teams gebildet werden, was eine agile Kultur und Digitale Transformation des Unternehmens fördert.[12]
- Die Time-to-Market von Software-Produktlinien kann reduziert werden.[13]
- Innerhalb eines Unternehmens kann Integrationsarbeit standardisiert und automatisiert werden.[14]

## Nachteile/Risiken
- Wenn Citizen-Integrator-Vorhaben ohne die Kontrolle oder Führung durch ein firmeneigenes Kompetenzzentrum oder Center of Excellence (englischer Artikel) eingeführt werden, ergeben sich potentielle Sicherheits-, Compliance-, Governance- und Technische-Schuld-Risiken.[15]
- Da keine Standardisierung vorliegt und der Markt sich rasant weiterentwickelt, könnte sich ein Lieferanten-Risiko ergeben, wenn nicht taktisch geplant wird und ausreichend Kenntnisse zur Markteinschätzung vorhanden sind.[16]
- Mit Citizen-Integrator-Vorhaben gehen oftmals unrealistische Erwartungen einher,[17] so dass z. B. technologische Anpassungen von Altsystemen nicht betrachtet werden.